# I, Pet Goat II
I, Pet Goat II – kanadyjski film krótkometrażowy z 2012 roku, autorstwa Louisa Lefebvre'a. Film ma stanowić komentarz dla amerykańskiego społeczeństwa i polityki, zwłaszcza dla rządów George'a W. Busha i Baracka Obamy. W filmie zawarte są aluzje do Biblii i mitologii egipskiej oraz postapokaliptyczna sceneria. Tytuł filmu jest nawiązaniem do książki dla dzieci "The Pet Goat", utworu czytanego przez prezydenta Busha w Emma Booker School, w Sarasocie, podczas zamachów z 11 września. Film jest znany z użycia tajemniczej symboliki i nawiązań do teorii spiskowych.

## Nagrody
Źródło: Heliofant
- Ocelot Robot Film Festival 2012 - Best Short Film
- Fubiz - Best of 2012 (14th of 100)
- The Future of Animation - The Short of the Week Award
- 4th International Animated Short Film Festival “Ciné court animé” (Roanne) - 3D Movie Creation Best Film Distinction
- Bitfilm Festival - 3D Film Award
- Toronto Animation Arts Festival International
- Short Shorts Film Festival & Asia 2013
- 20th Granada Short film festival - International Competition